# The best of Мотор'ролла (Мотор'ролла)
The best of Мотор'ролла — це альбом-компіляція гурту «Мотор'ролла», яка складається з CD - на якому зібрані найкращі пісні гурту, та з DVD з усіма кліпами гурту. 

## Треклист
CD
1. Не дзвонила, не заходила
2. Аеліта
3. Літо посеред зими (Нумотіомани) спільно з Flashtronica
4. Зима хвора
5. До тебе мила
6. Дівчинку убив я
7. Моя голова не мікросхема
8. Пригадай (Новорічна)
9. Я перевернув цей світ
10. 8-ий колір
11. Осінь жовто-сіра
12. А я собі гуля
13. Забави патріотів
14. З ранку йшов дощ
15. Давай я навчу тебе поганому
16. Революція
17. Настояшчий мужчина (Сварщік)
18. Смакуючи вино
19. Полум’я
20. Моя вода

DVD
1. Революція
2. Моя голова не мікросхема
3. Не дзвонила, не заходила
4. 8-й колір
5. А я собі гуля
6. До тебе мила
7. Моя вода
8. Настоящий мужчина (Сварщік)
9. Аеліта
10. Полум’я
11. Мотор’ролла фільм (про те, як створювались кліпи)